# لطفي بوجمعة
لطفي بوجمعة (13 يوليو 1970 - ) من مواليد ولاية عنابة، في الجزائر، عينه رئيس الجمهورية عبد المجيد تبون وزيرا للعدل وحافظ الأختام، بتاريخ 18 نوفمبر 2024.

## السيرة
تحصل على شهادة البكالوريا سنة 1990 وشهادة الليسانس في الحقوق سنة 1995،وتحصل سنة 1998 على إجازة المعهد الوطني للقضاء ، وشهادة الماجستير فرع قانون جنائي سنة 2008 وشهادة الدكتوراه في القانون الجنائي سنة 2016 من جامعة عنابة. التحق بسلك القضاء عام 1998، وتقلد عدة مناصب قضائية، بدءاً من منصب قاضي حكم بمحكمة سوق أهراس، ثم عمل كوكيل جمهورية مساعد في محكمتي سوق أهراس وقالمة على التوالي. بعد ذلك، رُقي إلى منصب وكيل جمهورية في محكمتي تبسة وقسنطينة. وفي عام 2017، عُين نائباً عاماً لدى مجلس قضاء جيجل، ثم في 2019 لدى مجلس قضاء قسنطينة، وصولاً إلى تعيينه مديراً عاماً للشؤون القضائية والقانونية. بعد ذلك، تولى رئاسة السلطة الوطنية لحماية المعطيات ذات الطابع الشخصي، ثم شغل منصب نائب عام لدى مجلس قضاء الجزائر.